# Boguszyce (województwo podlaskie)
Boguszyce – wieś w Polsce położona w województwie podlaskim, w powiecie łomżyńskim, w gminie Łomża.
Przez miejscowość przepływa rzeka Łomżyczka, dopływ Narwi.
Wierni kościoła rzymskokatolickiego należą do parafii św. Wojciecha Biskupa i Męczennika w Szczepankowie.

## Położenie
Boguszyce położone są 6 km na południe od Łomży i 2 km na wschód od drogi Śniadowo-Łomża. W pobliżu znajduje się węzeł Łomża Południe drogi ekspresowej S61, będącej częścią międzynarodowego korytarza transportowego Via Baltica.

## Historia
Pierwsze wzmianki dotyczące Boguszyc pochodzą z 1388 roku, kiedy to Janusz I Starszy, potwierdzając wcześniejsze nadania swego brata księcia Siemowita IV, nadał te dobra rycerzom Adamowi, Świętosławowi i Dobiesławowi, braciom dziedzicom Ulatowa. W 1407 roku właścicielem części dóbr był synowiec Świętosława Maciej, który odkupił od niego grunty za 30 kop groszy. W 1426 roku notowany jest Bronisz z Boguszyc, a posiadacze wsi przyjęli nazwisko Boguscy i pieczętowali się herbem Topór.
W 1480 roku dobra nabyli Włostowiccy herbu Topór, którzy z czasem zaczęli używać nazwiska Boguscy. Przez następnych kilkaset lat Boguszyce należały do różnych właścicieli, w tym do rodu Wierzbickich. Kolejnymi właścicielami byli m.in. Jan Wierzbicki, wojski łomżyński, oraz jego potomkowie: Mikołaj, Kazimierz, Marcin, Szymon i Michał.
W 1757 roku Jan Wierzbicki sprzedał Boguszyce, Kisiołki, Sulk i Korytki wraz z przyległościami Szymonowi Skarżyńskiemu herbu Bończa. Skarżyński był aktywnym politykiem i patriotą, który działał jako marszałek konfederacji ziemi łomżyńskiej i wiskiej oraz posłem na Sejm.
W drugiej połowie XIX wieku Boguszyce wydzierżawione zostały Stanisławowi Franciszkowi Eligiuszowi Wierzbickiemu herbu Nieczuja, który po ożenku z Kornelią Skarżyńską stał się ich właścicielem. Jego syn, Franciszek Justyn Wierzbicki, angażował się w działalność społeczną i gospodarczą, m.in. wznosząc nowy dwór w 1886 roku.
Według Powszechnego Spisu Ludności z 1921 roku wieś zamieszkiwały 334 osoby w 36 budynkach mieszkalnych. Miejscowość należała do parafii rzymskokatolickiej w m. Szczepankowie. Podlegała pod Sąd Grodzki i Okręgowy w Łomży; właściwy urząd pocztowy mieścił się w Łomży.
Wieś szlachecka położona była w drugiej połowie XVI wieku w powiecie łomżyńskim ziemi łomżyńskiej. W latach 1921 – 1939 wieś leżała w województwie białostockim, w powiecie łomżyńskim, w gminie Szczepankowo.
W latach 1975–1998 miejscowość administracyjnie należała do województwa łomżyńskiego.
W wyniku napaści ZSRR na Polskę we wrześniu 1939 roku miejscowość znalazła się pod okupacją sowiecką. Od czerwca 1941 roku pod okupacją niemiecką. Od 22 lipca 1941 do 1945 roku włączona w skład Landkreis Lomscha, Bezirk Bialystok III Rzeszy.

## Dwór i Zespół Folwarczny

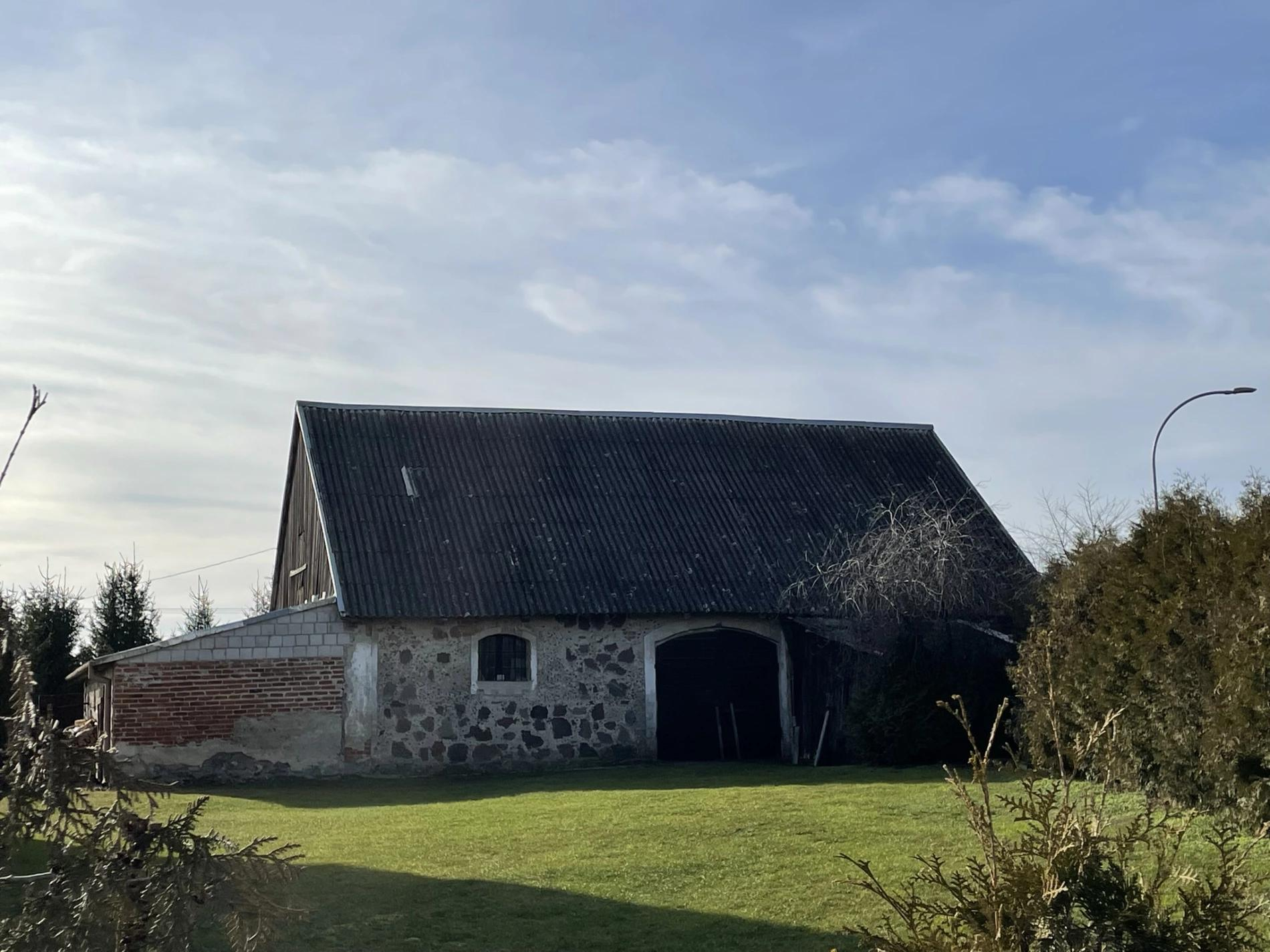
Budynek gospodarczy przy budynku mieszkalnym Boguszyce 40. Część zachowanej zabudowy dworskiej.

Dwór w Boguszycach, obecnie niezachowany, był jednym z centralnych punktów majątku. Nowy, klasycyzujący, murowany dwór wybudowany został w 1886 roku przez Franciszka Wierzbickiego. Poprzednio w Boguszycach istniał stary drewniany budynek mieszkalny ufundowany przez Skarżyńskich. Nowy dwór był wymurowany z cegły, tynkowany, częściowo podpiwniczony, parterowy z piętrową wystawką w osi. Zwrócony frontem na wschód, miał wymiary około 30x13 metrów Zbudowany został w duchu uproszczonego klasycyzmu.
Układ wnętrza dworu był dwutraktowy, a sam budynek wyróżniał się prostotą i brakiem monumentalności. W pobliżu dworu w parku znajdowała się lodownia, piwnica ziemna oraz budynek letniej kuchni.
Podwórze gospodarcze usytuowane było na wschód od dworu, założone na planie kwadratu i dość rozległe. Zabudowane z trzech stron, otwarte od strony zachodniej. Wszystkie budynki były murowane z cegły lub kamienia i kryte dwuspadowymi dachami.

## Demografia
Na przestrzeni lat liczba ludności Boguszyc ulegała zmianom. W 1921 roku wieś zamieszkiwały 334 osoby. Według Narodowego Spisu Powszechnego z 2011 roku miejscowość liczyła 194 mieszkańców.